# Помпхэ
Помпхэ (кор. 범패?, 梵唄?) — традиционная корейская буддийская музыка. В настоящее время исполняется только в Южной Корее. Есть два типа помпхэ — хвачхон (кор. 화청?, 和請?) и чакпоп (кор. 작법?, 作法?), использующийся при танце.

## Основные помпхэ
- Конджэ (кор. 공재?, 常住勸供齋?) — наиболее распространённая помпхэ. В частности, используется при обучении буддийских послушников в монастырях.
- Пэджэ (кор. 배재?, 十王各拜齋?) — более сложный конджэ.
- Суджэ (кор. 수재?, 生前豫修齋?) — используется при медитациях.
- Сурюкчэ (кор. 수륙재?, 水陸齋?), или сучунгохон (кор. 수중고혼?, 水中孤魂?).
- Юнсанджэ (кор. 영산재?, 靈山齋?) — используется при погребальных церемониях.

## Чакпоп — буддийские танцы
Буддийские танцы исполняются как самостоятельно, так и в перерывах между песнями. Есть три танца:
- Набичхум (кор. 나비춤), также известный как «танец бабочек». Есть 15 видов.
- Парачхум (кор. 바라춤) — танец, который исполняют, держась за руки. Есть 6 видов.
- Попкочхум (кор. 법고춤) — танец со специальными палками в обеих руках. Делится на попко (кор. 법고?, 法鼓?) и хонгу (кор. 홍구).